# Tống Giang
Tống Giang (chữ Hán: 宋江), tự Công Minh (公明) , là một nhân vật có thật sống vào thế kỷ 12 dưới triều Tống ở Trung Quốc. Tuy nhiên, cuộc đời thật của ông chỉ được sử sách (Tống sử) đề cập rất ít và không giống những gì được miêu tả trong tiểu thuyết Thủy hử của nhà văn Thi Nại Am.

## Trong lịch sử
Tống Giang được đề cập tới trong Tống sử vào tháng 2 năm 1121 (Tuyên Hòa thứ 3) thời Tống Huy Tông: "Giặc ở Hoài Nam là bọn Tống Giang xâm phạm Hoài Dương quân, triều đình sai tướng đánh bắt, lại xâm phạm Kinh Đông, Hà Bắc, tiến vào ranh giới Sở Châu, Hải Châu; triều đình sai tri châu là Trương Thúc Dạ chiêu hàng được". Tống sử, Trương Thúc Dạ truyện chép: "Tống Giang khởi nghĩa ở Hà Sóc, cướp bóc 10 quận, quan quân không dám chống lại. Giang đánh tiếng sắp đến, Thúc Dạ sai gián điệp dò xét, biết giặc ở bờ biển cướp hơn 10 thuyền lớn để chở những thứ giành được. Vì thế mộ tử sĩ được 1000 người, đặt mai phục gần thành, rồi sai khinh binh đến bờ biển, dẫn dụ đến đánh. Trước đã mai phục những binh lính khỏe mạnh bên bờ biển, chờ binh lính hợp lại, nổi lửa đốt thuyền. Giặc nghe thấy, đều không còn ý chí chiến đấu, phục binh thừa cơ bắt được phó thủ lĩnh của giặc, Giang bèn hàng". Không có gì giống như được đề cập trong Thủy hử. Tống sử, Hầu Mông truyện chép: "Tống Giang cướp bóc ở Kinh Đông, Mông dâng thư nói: "Giang có ba mươi sáu người hoành hành ở vùng Tề, Ngụy, quan quân có hàng vạn cũng không dám chống lại, tài năng ắt hơn người. Hiện nay giặc cướp ở Thanh Khê đang nổi lên, chẳng bằng tha tội cho Giang, sai đi đánh Phương Lạp để chuộc tội".

## Trong tác phẩmThủy hử
Trong tác phẩm Thủy hử của Thi Nại Am, ông là một trong những nhân vật chính, tự Công Minh (公明), có tên hiệu là Hô Bảo Nghĩa (Người kêu gọi chính nghĩa), còn gọi là Tống Áp Ty, Cập Thời Vũ. Tống Giang là vị đầu lĩnh của 108 anh hùng Lương Sơn Bạc sau khi Tiều Cái trúng tên qua đời. Nghĩa quân của ông hoạt động ở các tỉnh Sơn Đông và Hồ Nam, trước khi chấp nhận chiêu an của triều đình.
Tống Giang nổi tiếng là người tốt, hay giúp đỡ nhiều người nên tiếng đồn khắp nơi. 
Đầu tiên là việc Tống Giang báo tin giúp Tiều Cái, Ngô Dụng, Công Tôn Thắng... chạy thoát lên Lương Sơn Bạc. Vì Hà Đào được lệnh đến báo quan phủ bắt bọn cướp đồ lễ sinh nhật của Sái Kính. May sao lại ngay giờ trưa, quan phủ nghỉ; Hà Đào mới vào quán trà đợi, gặp Tống Giang. Hà Đào vô tình tiết lộ cho Tống Giang biết bọn cướp là Tiều Cái, Ngô Dụng... Tống Giang lừa Hà Đào ngồi đợi, phóng ngựa như bay đến báo tin cho Tiều Cái. Nhờ đó mà Tiều Cái có thời gian thu xếp việc nhà và cùng với các anh em hảo hán thoát thân. Chính vì việc này mà sau khi lên Lương Sơn Bạc, Tiều Cái và Ngô Dụng quyết mời Tống Giang lên tụ nghĩa cho bằng được.
Khi Tống Giang và Đới Tung sắp đưa ra hành hình ở Giang Châu, Lý Quỳ xông ra cứu, Tiều Cái cùng các huynh đệ đang ở Lương Sơn cùng ra cứu. Tống Giang cùng Tiều Cái quay lại giết chết Hoàng Văn Bính, rồi lên Lương Sơn. Tiều Cái muốn nhường trại chủ cho Tống Giang nhưng Tống Giang từ chối. Tống Giang cho treo đại kì "Thay trời hành đạo" để kêu gọi hảo hán bốn phương về tụ hội. Công Tôn Thắng đoán rằng sau này sẽ có 108 người tụ tại đây.
Tống Giang lập nhiều công cho Lương Sơn như đánh Chúc Gia Trang, Cao Đường Châu, Thanh Châu,... Uy danh của Tống Giang vượt qua Tiều Cái, lúc này ở Lương Sơn đã tụ hội 89 người rồi. Với lại Tiều Cái nhận ra Tống Giang muốn được triều đình chiêu an, Tiều Cái thất vọng và hành động nông nổi khi thấy Lưu Đường huynh đệ bị Tăng Đầu thị đánh. Tiều Cái thống lĩnh binh mã rất đông với 20 thủ lĩnh đánh Tăng Đầu thị, Tiều Cái trúng kế, bị Sử Văn Cung bắn tên chết. Trước khi chết, Tiều Cái di nguyện rằng ai giết Sử Văn Cung thì làm trại chủ Lương Sơn.
Tống Giang được tôn lên làm đầu lĩnh Lương Sơn Bạc. Tống Giang tiếp tục lãnh đạo Lương Sơn đi cứu Lư Tuấn Nghĩa, thu phục Sách Siêu, cùng Lư Tuấn Nghĩa đánh thắng Tăng Đầu thị, đánh Đông Bình, Đông Xương. Lương Sơn có 107 người.
Một ngày, trên Lương Sơn các chiến mã đều bị bệnh, Hoàng Phủ Đoan được Nhất Vũ Tiễn Trương Thanh tiến cử, lên Lương Sơn trị bệnh cho ngựa. Tống Giang dùng lời nói của mình mà khiến Hoàng Phủ Đoan ở lại Lương Sơn. Tống Giang điểm lại thấy anh em có cả thảy 108 người, vui mừng khôn xiết, liền lập đàn tế trời đất. Đến ngày thứ 49 thì tự nhiên trời nổi sấm rồi một luồng hào quang xé bầu trời xẹt xuống phía Nam. Tống Giang cho người đào lên thì thấy một văn bia ghi chữ cổ, nhờ người dịch ra thì ở đó ghi đầy đủ tên của 108 vị đầu lĩnh Lương Sơn Bạc. Tống Giang rất mừng, đổi tên Tụ Nghĩa Sảnh thành Trung Nghĩa Đường. Tống Giang cùng các huynh đệ cắt máu ăn thề, nguyện cùng sống chết. Rồi từ đó tìm cách quy thuận triều đình.
Triều đình nhiều lần mang quân chinh thảo Lương Sơn. Tống Giang lãnh đạo Lương Sơn đánh bại Đồng Quán 2 lần, đánh bại Cao Cầu 3 lần. Cao Cầu bị bắt lên Lương Sơn, Tống Giang nhờ Cao Cầu về xin vua Tống cho chiêu an và thả Cao Cầu về. Lâm Xung muốn giết Cao Cầu để trả thù nhưng Tống Giang đã ngăn lại. Sau khi được triều đình ân xá cho quy thuận. Tống Giang cùng các anh hùng Lương Sơn Bạc lập được nhiều chiến công hiển hách.
Tống Giang lãnh đạo Lương Sơn đánh nước Liêu, chiếm Đàn Châu, Kế Châu, Bá Châu, U Châu. Trong một trận đánh, quân Lương Sơn trúng trận pháp của quân Liêu, các tướng Lương Sơn bị tách ra từng nơi. Tống Giang suýt bị giết, nhờ Lý Quỳ vung rìu cứu nên thoát. Lại thêm trận đồ của vua Liêu Thiên Tộ Đế tạo ra. Tống Giang phá trận mãi cũng không được. Cửu thiên huyền nữ hiển linh, chỉ cách cho Tống Giang phá trận. Tống Giang làm theo và đánh tan quân Liêu, kéo đến Yên Kinh nước Liêu. Vua Liêu thấy sắp vong quốc nên sai sứ đến hối lộ bọn Cao Cầu nước Tống. Tống Huy Tông nghe lời Cao Cầu, Sái Kinh mà gọi quân Tống Giang rút về. Quân Lương Sơn uổng công xả thân trong một năm qua.
Điền Hổ tự ý xưng Vương, vua Tống sai Tống Giang mang quân đánh dẹp. Trong cuộc chiến, quân Tống Giang trúng yêu thuật của Kiều Đạo Thanh bên Điền Hổ. Tống Giang than trời và rút kiếm tự vẫn thì có thổ địa hiển linh cứu ra. Lòng trung thành của Tống Giang cảm thụ cả trời đất. Quân Lương Sơn có Công Tôn Thắng có pháp thuật, lập nhiều chiến công trong cuộc chiến. Sau năm tháng, quân Điền Hổ bị tiêu diệt. Một số tướng Điền Hổ như Kiều Đạo Thanh, Tôn An, Biện Tường,... quy thuận Tống Giang. Tống Giang rút quân về.
Trên đường Tống Giang về kinh thì nghe tin quân Vương Khánh đánh đến sát kinh đô nhà Tống. Tống Huy Tông hạ lệnh Tống Giang khỏi về kinh mà băng ngang đánh Vương Khánh. Cuộc chiến với Vương Khánh rất căm go, binh mã chết vô số. Các hàng tướng Điền Hổ đầu hàng Tống Giang tử trận gần hết. Ngũ hổ tướng của Lương Sơn cố sức đánh và cuối cùng cũng tiêu diệt được Vương Khánh sau 2 tháng chiến đấu.
Quân Tống Giang về kinh, bọn gian thần Sái Kinh, Đồng Quán sợ Tống Giang quyền cao chức to nên tâu lên Tống Huy Tông phong cho chức nhỏ và nghiêm cấm toàn bộ quân Lương Sơn vào thành. Điều này khiến nhiều đầu lĩnh bất mãn, đòi đánh vào thành hoặc về Lương Sơn. Tống Giang phải hết sức khuyên can mới làm dịu tình hình. Nghe tin Phương Lạp ở Giang Nam xưng Đế, ngang hàng với vua Tống. Tống Huy Tông lo lắng, Tống Giang tình nguyện xuất chinh nam hạ diệt Phương Lạp. Tống Huy Tông chuẩn tấu.
Quân Lương Sơn bắt đầu tổn thất về tướng lĩnh là trong cuộc giao tranh này. Khi hạ được Tô Châu, quân Lương Sơn mất 15 thủ lĩnh. Đánh Hàng Châu, thì mất thêm mấy chục viên tướng. Cuối cùng thì quân triều đình cũng dẹp xong được Phương Lạp, bắt sống được thủ lĩnh, giết chết các tướng giặc, tuy nhiên chịu tổn thất nặng nề.

### Cái chết
Sau khi dẹp được giặc Phương Lạp, đầu lĩnh Lương Sơn Bạc còn 36 người về kinh đô. Một số người bỏ đi, không theo đoàn quân thắng trận trở về nên chỉ còn 27 người về tới kinh. Tống Giang được phong chức quan cai trị ở Sở Châu. Do bị gian thần hãm hại nên Tống Giang đã chết khi uống phải rượu vua ban có thuốc độc. Mặc dù Tống Giang biết trong rượu có độc, nhưng vì là ngự tửu nên không thể không uống. Tống Giang được chôn ở vũng Liễu Nhi, cửa Nam Sở Châu.